# Sorin Macavei
Sorin Macavei   (Cluj-Napoca, 24 de maig de 1956) és un jugador de voleibol romanès, ja retirat, que va competir durant les dècades de 1970 i 1980.
El 1980 va prendre part en els Jocs Olímpics d'Estiu de Moscou, on guanyà la medalla de bronze en la competició de voleibol.